# Rosa davidii
Rosa davidii es una especie de planta del género Rosa, de la familia Rosaceae.

## Taxonomía
Rosa davidii fue descrita por Crép. en 1874.

## Distribución
Se encuentra en el territorio del norte y centro de China.